# Evander Sno
Evander Sno (* 9. April 1987 in Dordrecht) ist ein ehemaliger niederländischer Fußballspieler und heutiger Trainer.

## Als Spieler

### Verein
Über den Amsterdamer Verein Door Wilskracht Sterk kam Sno im Sommer 2004 in das Jugendinternat des AFC Ajax. Dort hielt es den Defensivspieler nur ein Jahr, ehe er für seine erste Profisaison zum niederländischen Ligakonkurrenten Feyenoord Rotterdam wechselte, wo er allerdings nie zum Einsatz kam.
Noch vor Saisonbeginn entschieden die Klub-Verantwortlichen den Jungspieler an NAC Breda zu verleihen. Sno sammelte dort erste Wettkampfpraxis. Nach einem Jahr sollte es wieder nach Rotterdam gehen.
Allerdings sicherte sich im Sommer 2006 Celtic Glasgow für eine Ablöse von 400.000 € die Dienste des Mittelfeldspielers bis 2010. Sno debütierte für Celtic im Sieg über den FC St. Mirren in der dritten Runde des Scottish League Cups und wurde vom Manager für sein Spiel gelobt. Am 23. September 2006 spielte er erstmals in einem der Old-Firm-Derbys mit, er ersetzte gegen Ende der 2:0-Niederlage Celtics gegen die Rangers Shunsuke Nakamura. Im November 2006 konnte Sno in einem Spiel gegen Hibernian Edinburgh sein erstes Tor für Celtic in der Scottish Premier League erzielen.
Zur Saison 2008/09 wechselte er wieder zu Ajax nach Amsterdam, wo er einen Vertrag bis 2011 unterschrieb. Am 30. August 2008, in seinem Debütspiel für Ajax, gegen Willem II erhielt Sno die Rote Karte und wurde des Feldes verwiesen. In der Saison 2008/09 wurde er wegen Nichteinhaltens von Absprachen in die zweite Mannschaft von Ajax versetzt. Für die folgende Saison wurde er an Bristol City ausgeliehen.
Im September 2010 erlitt er bei einem Spiel der Ajax-Reserve gegen Vitesse Arnheim einen Herzstillstand, konnte im vierten Versuch aber wiederbelebt werden. Zwei Monate nach dem Vorfall gab er in einem Match der zweiten Mannschaft sein Comeback auf dem Fußballplatz, konnte sich jedoch auch unter Frank de Boer nicht in den Eredivisie-Kader zurückkämpfen.
Kurz nach Beginn der Saison 2011/12 sicherte sich der Aufsteiger RKC Waalwijk die Dienste Snos. Am 19. August 2011 gab Sno sein Debüt im gelb-blauen Dress, als er im Match bei Roda JC Kerkrade nach einer knappen Stunde beim Stand von 1:0 für Sander Duits eingewechselt wurde. Der Aufsteiger gewann das Auswärtsspiel mit 2:0 und verbuchte damit seinen ersten Saisonsieg. Zur Saison 2012/13 nahm er ein Angebot des Ligakonkurrenten N.E.C. aus Nijmegen an, bei dem er einen Zweijahresvertrag unterzeichnete. Doch schon ein Jahr später kehrte er zum RKC Waalwijk zurück und wurde sechs Monate später an den KVC Westerlo abgegeben.
Am 1. Januar 2017 kehrte Sno nach fast dreijähriger Pause für den RKC Waalwijk auf das Spielfeld zurück. Er absolvierte in sechs Monaten 18 Spiele  und erzielte dabei ein Tor. Die Saison 2017/18 verbrachte er beim Amateurverein DHSC Utrecht und beendete dann seine aktive Karriere.

### Nationalmannschaft
Sno spielte in verschiedenen Junioren-Nationalmannschaften der Niederlande. Im November 2006 stand Sno im Kader der niederländischen Nationalmannschaft in einem Freundschaftsspiel gegen England, wurde allerdings nicht eingewechselt. Für die Olympischen Sommerspiele 2008 wurde er in den Kader der Niederlande berufen und absolvierte dort zwei Spiele.

## Erfolge
- Schottischer Meister: 2007, 2008
- Schottischer Pokalsieger: 2007

## Als Trainer
Seit dem 14. Januar 2019 steht Sno als Co-Trainer beim niederländischen Viertligisten FC Lienden unter Vertrag.